# ATP Challenger Cali-2
Das ATP Challenger Cali (offizieller Name: Claro Open Cali) war ein Tennisturnier in Cali, das 2008 und 2014 stattfand. Es war Teil der ATP Challenger Tour und wurde im Freien auf Sandplatz ausgetragen. Daniel Köllerer gewann 2008 das Turnier je in Einzel und Doppel und ist damit Rekordsieger.

## Liste der Sieger

### Einzel
| Jahr                         | Sieger          | Finalgegner     | Ergebnis      |
| ---------------------------- | --------------- | --------------- | ------------- |
| ↓ Kategorie: $40000 + H ↓    |                 |                 |               |
| 2014                         | Paolo Lorenzi   | Víctor Estrella | 4:6, 6:3, 6:3 |
| 2009–2013: nicht ausgetragen |                 |                 |               |
| ↓ Kategorie: $125000 + H ↓   |                 |                 |               |
| 2008                         | Daniel Köllerer | Paul Capdeville | 6:4, 6:3      |

### Doppel
| Jahr                         | Sieger                          | Finalgegner                      | Ergebnis          |
| ---------------------------- | ------------------------------- | -------------------------------- | ----------------- |
| ↓ Kategorie: $40000 + H ↓    |                                 |                                  |                   |
| 2014                         | Guido Andreozzi Guillermo Durán | Alejandro González César Ramírez | 6:3, 6:4          |
| 2009–2013: nicht ausgetragen |                                 |                                  |                   |
| ↓ Kategorie: $125000 + H ↓   |                                 |                                  |                   |
| 2008                         | Daniel Köllerer Boris Pašanski  | Diego Junqueira Peter Luczak     | 6:74, 6:4, [10:4] |